# Mark II (tenk)
Mark II je bio tenk Britanskog Carstva (današnje Ujedinjeno Kraljevstvo) tijekom Prvog svjetskog rata. Proizvedeno je samo 50 primjeraka ovog tenka, 25 "muških" i isto toliko "ženskih". Bio je gotovo identičan tenku Mark I, ali s manjim izmjenama koje su uspješno prihvaćene i testirane što se iskoristilo na kasnijem Mark IV tenku koji je proizveden u puno većem broju. Glavna razlika je u micanju repnog kotača kojeg je imao Mark I i koji nije postavljen na Mark II i Mark III i kasnije Mark tenkove. Pokazalo se u borbama da je nepraktičan kod upravljanja tenkom i vrlo osjetljiv na oštećenja. Koristio se novi tip gusjenica od lijevanog željeza sa širom gaznom površinom.
Mark II je posljednji puta korišten u borbi na Zapadnom frontu u travnju 1917. godine, ali je 8 tenkova Mark I i II poslano u Egipat u siječnju 1917. gdje su se borili protiv turskih snaga u Pojasu Gaze u travnju i kasnije u studenom zajedno s tenkovima Mark IV.

### Zajednički poslužitelj
|  | Zajednički poslužitelj ima još gradiva o temi Mark II tenk |